# モノリス

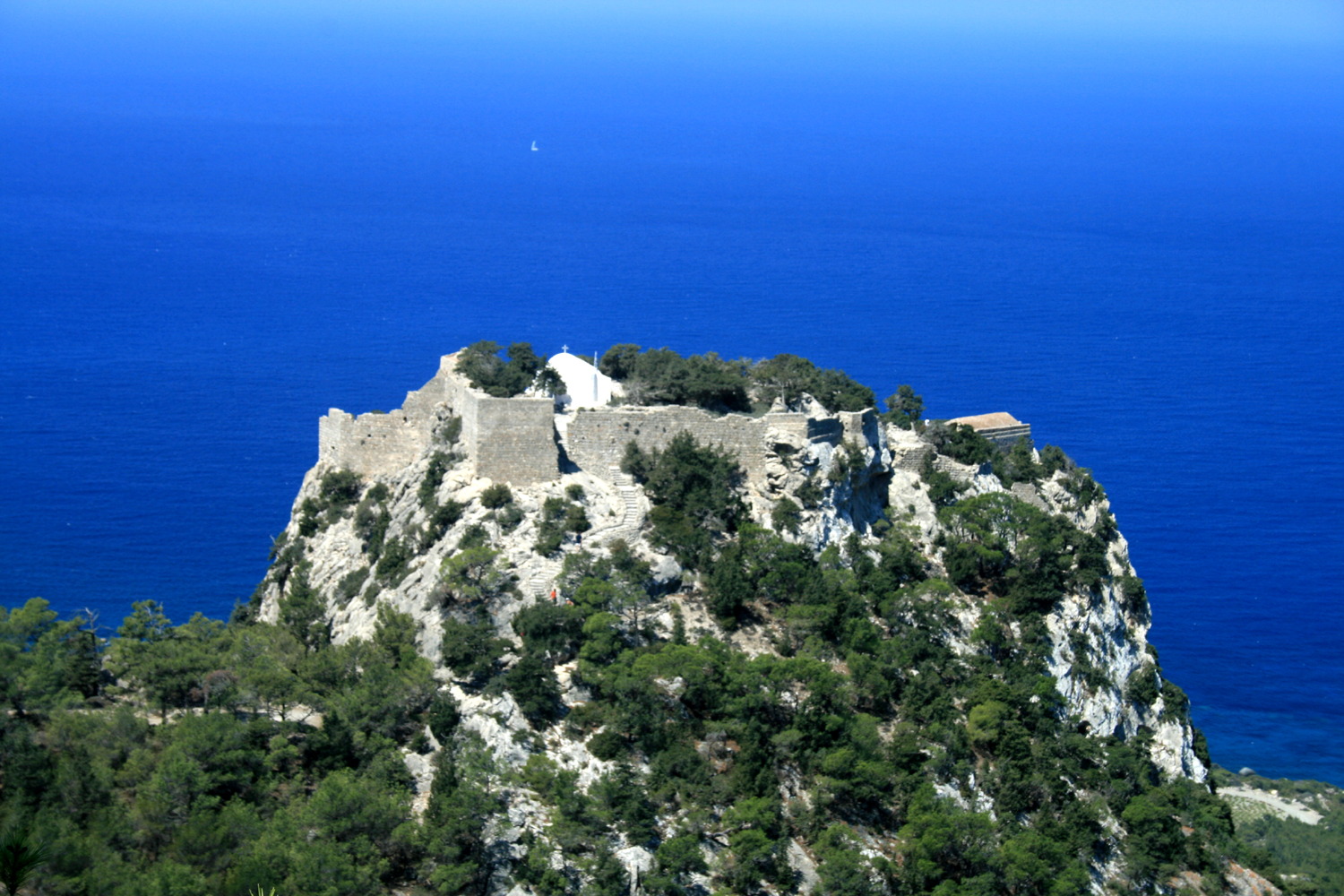
ロドス島にあるモノリソスの要塞

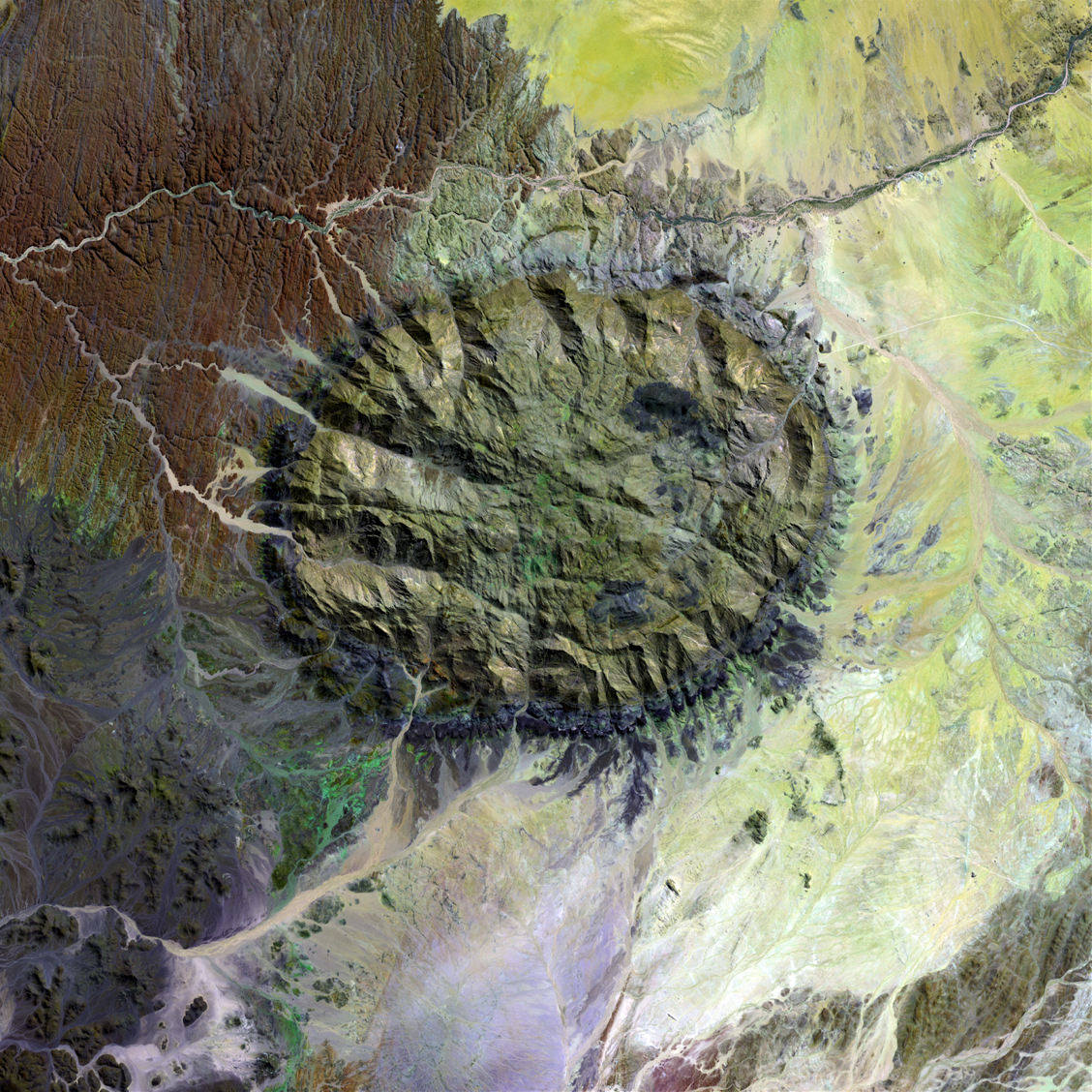
ランドサット7号から撮影されたナミビアのブランドバーグ山塊

モノリス（英語: monolith）は、単一の巨大な岩や、古代の宗教的な記念碑、エル・キャピタンやエアーズロックのように1枚の塊状の岩や石から成る地質学的特徴を表すものである。一枚岩（いちまいいわ）ともいう。
語源は古典ギリシア語の単語μόνος (monos)「一つだけの」とλίθος (lithos)「石、岩」の複合語μονόλιθος (monolithos)の古典ラテン語形monolithusに由来する。
通常は、非常に硬い固形の変成岩または火成岩から成り立つ地質が侵食によって露出したものである。建築学においては、モノリスは先史時代の巨石建築物(megalith)と共通の部分がかなり見られるため、モノリシック教会のような岩を切り出した建築物の一部として使われたのではないかと考えられている。また、オベリスクや彫像、モノリシック柱のように例外的に大きな石または巨大なアーキトレーブについては、採石した後にかなりの距離を移動したか、または、自然の力によって運ばれてきた巨大な迷子石を利用した可能性がある。
比喩的な意味として、組織やシステムなどが「単一で大きく、変化しにくい構造」を持っている状態を「モノリス的」、「モノリシック」と言う。

## 地質学上のモノリス
巨大で有名なモノリスには、以下のものがある。

### アフリカ
- アソ・ロック（英語版）、ナイジェリア
- ベン・アメラ、モーリタニア
- ブランドバーグ山塊、ナミビア
- シベベ（英語版）、スワジランド
- スフィンクス、エジプト
- ズマ・ロック（英語版）、ナイジェリア

### 南極
- スカリン・モノリス（英語版）

### アジア

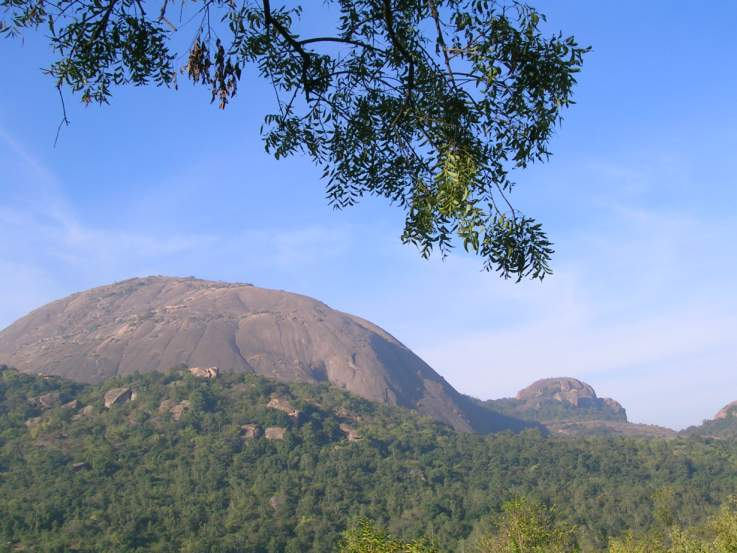
サヴァンドゥルガ、インド、北側から。

- ベッラーリ、インド
- ケラム山（英語版）、インドネシア
- マドギリ（英語版）・ベタ、インド
- サングラー・ヒル（英語版）、パキスタン
- サヴァンドゥルガ（英語版）、インド
- シーギリヤ、スリランカ
- ヤーナ（英語版）、インド
- 古座川の一枚岩、日本

### オーストラリア
- ボールド・ロック（英語版）、テンターフィールド（英語版）の近く
- パイン山（英語版）、ビクトリア州
- クーラム山（英語版）、クイーンズランド州
- ウィドナ山（英語版）、南オーストラリア州
- ウルル（エアーズロック）、ノーザンテリトリー
- マウント・オーガスタス、西オーストラリア州

### ヨーロッパ

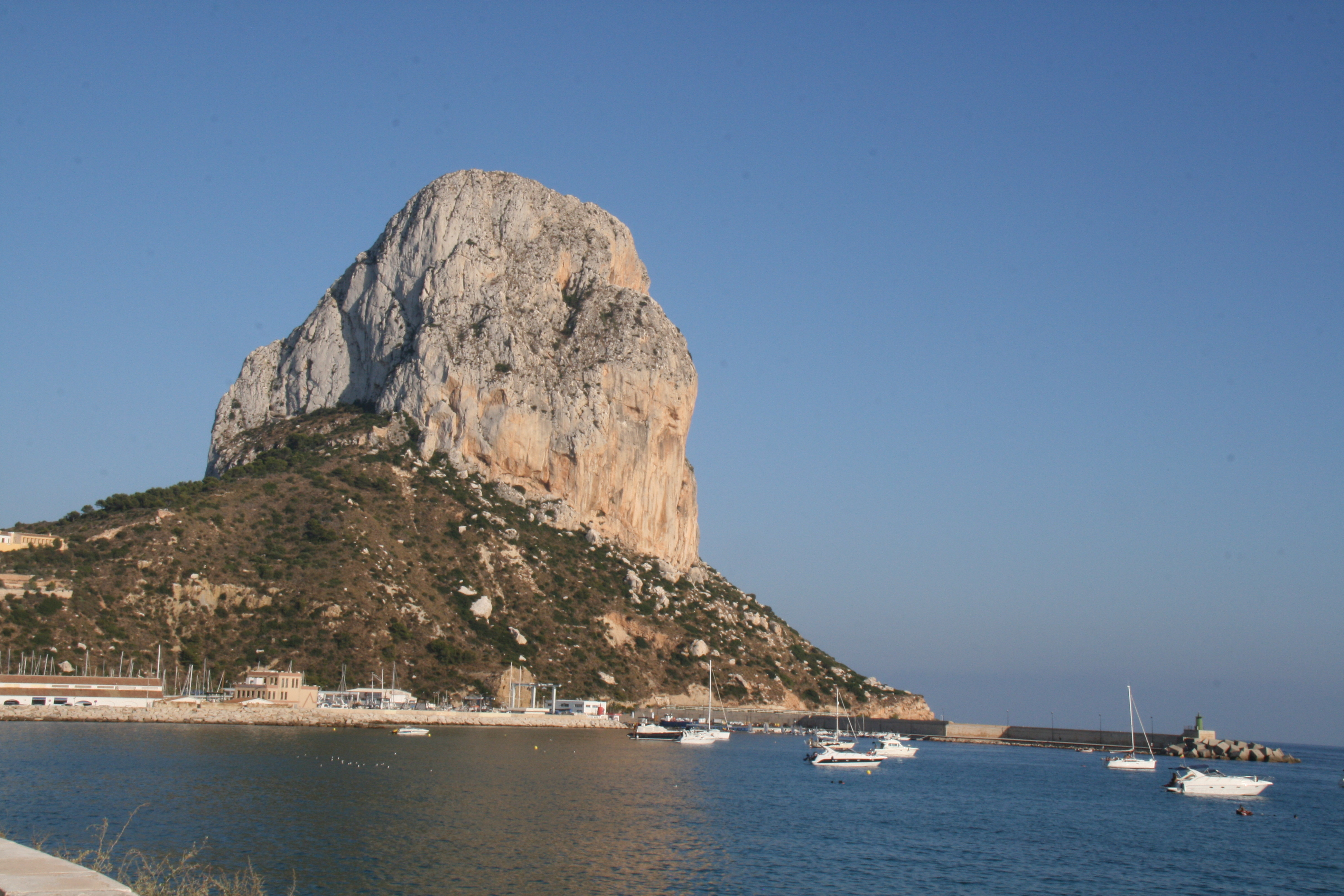
ペニョン・ド・イファク、スペイン

- カラモス（英語版）、ギリシャ アナフィ島
- カツヒの柱（英語版）、グルジア
- ローガン・ロック（英語版）、イギリス コーンウォール トリーン（英語版）
- ペニャル・ディファク、スペイン バレンシア州 カルペ（英語版）
- ジブラルタルの岩、ジブラルタル
- モナコの岩（英語版）、モナコ モナコ・ヴィル

### 北アメリカ

#### アメリカ合衆国

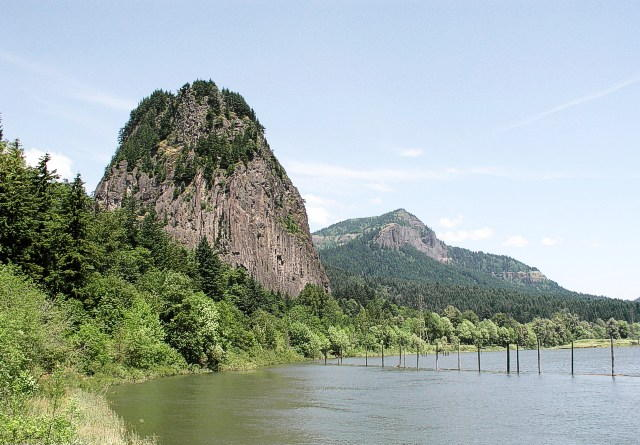
ビーコン・ロック 西側から

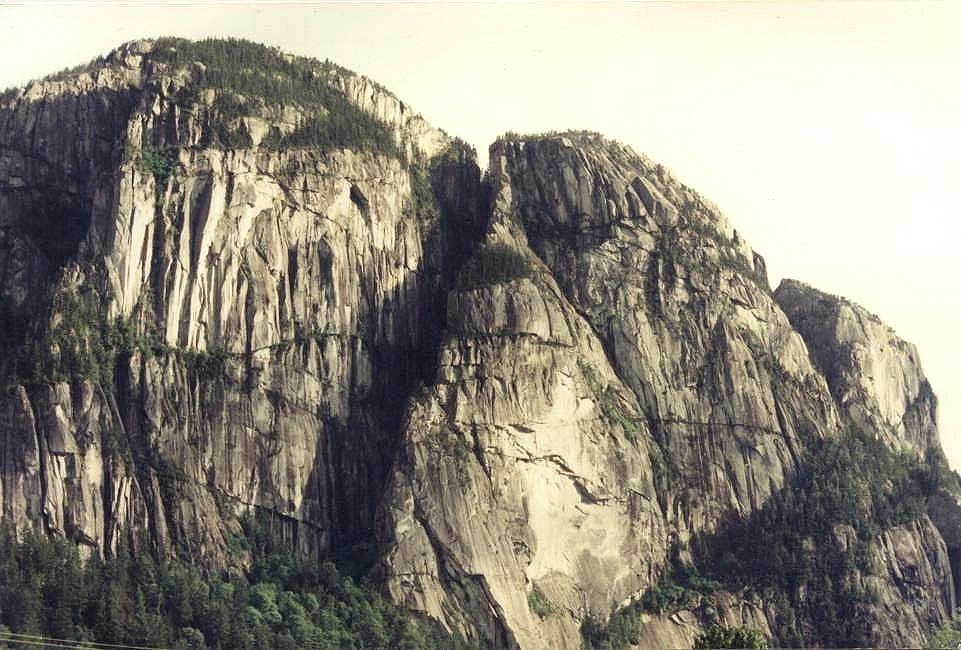
スカーミッシュ近郊のバリークリフから見たスタワマス・チーフ

- エンジェルス・ランディング（英語版）、ユタ州 ザイオン国立公園
- ビーコン・ロック（英語版）、ワシントン州 コロンビア川渓谷（英語版）
- ボトルネック・ピーク・アンド・ムーン（英語版）、ユタ州 Sids Mountain
- キャッスル・ロック（英語版）、ウェストバージニア州 Pineville
- チムニーロック国立史跡、ネブラスカ州 ベイヤード
- コートハウ・アンド・ジェイル・ロック（英語版）、ネブラスカ州 ブリッジポート（英語版）
- デビルスタワー、ワイオミング州
- エル・キャピタン、カリフォルニア州 ヨセミテ国立公園
- エンチャント・ロック（英語版）、テキサス州 リャノ郡
- グレートホワイトスローン（英語版）、ユタ州 ザイオン国立公園
- ハーフドーム、カリフォルニア州 ヨセミテ国立公園
- ヘイスタック・ロック、オレゴン州 クラトソップ郡
- ルッキング・グラス・ロック（英語版）、ノースカロライナ州 トランシルベニア郡
- モロ・ロック（英語版）、カリフォルニア州 モロ・ベイ（英語版）
- スコッツブラフ国定公園（英語版）、ネブラスカ州 ジェリング（英語版）
- シップロック、ニューメキシコ州 サンファン郡
- ストーン・マウンテン、ジョージア州 ストーン・マウンテン市（英語版）
- トゥース・オブ・タイム（英語版）、ニューメキシコ州 シマロン（英語版）
- ウルフ・ロック、オレゴン州 リン郡

#### カナダ
- スタワマス・チーフ（英語版）、ブリティッシュコロンビア州 スカーミッシュ（英語版）

#### メキシコ
- ペニャ・デ・ベルナル（英語版）、ケレタロ州 世界第3位のモノリスと云われる[1][2][3][4]。

### 南アメリカ

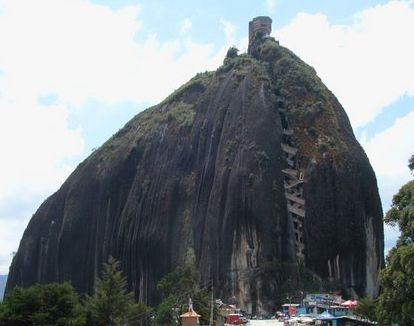
エル・ペニョルの石、コロンビア アンティオキア県にあるモノリス

- エル・ペニョール・グアタペ、エル・ペニョルの石または単に石としても知られる。ラ・ピエドラ・デル・ペニョールともいう[5]。コロンビア アンティオキア県
- ポン・ヂ・アスーカル、ブラジル
- ペドラ・ダ・ガヴェア（英語版）、ブラジルの海岸線にある世界最大のモノリス
- トーレス・デル・パイネ、チリ

### 地球圏外
- フォボス・モノリス、火星の衛星フォボス

## 建築物のモノリス
岩石を露出させたり取り囲んだりした編成を掘削して作った建築物。
- 太陽の石
- ラリベラの聖ジョージ大聖堂（英語版）、 in Lalibela, Ethiopia, エチオピアのモノリシック教会
- コヨルシャウキ・ストーン（英語版） 別のアステカのモノリス
- エローラ石窟群 - 世界遺産
- ギザの大スフィンクス エジプトのスフィンクス
- ゴンマテシュヴァラ(Gommateshwara)またはバーフバリ立像 カルナータカ州 シュラバナベラゴラ
- マンザナー強制収容所、アメリカ合衆国
- オベリスク
- オガム・ストーン（英語版）、アイルランド ディングル半島
- ルーン石碑
- メンヒル
- 石碑
- ストーンサークル
- 妊婦の石、バールベック
- ストーンヘンジ、数種ある。
- ロングストーンズ（英語版）またはデビルズクオイト(Devil's Quoit)、イギリス ウィルトシャー エーヴベリー
- ヴィジャヤナガル王国 中世の南インドで石を刻んで彫像した例。

## 注と出典
1. ↑  López Domínguez, Leonor (2001年5月). “Villa de Bernal and its Magic Mountain”.   México Desconocido #291. 2008年11月25日閲覧。
2. ↑  “Peña de Bernal - Bernal - Queretaro” (spanish). 2008年11月25日閲覧。
3. ↑  Cava Northrop, Laura; Dwight L. Curtis, Inc. Let'S Go, Natalie Sherman, Raul Carrillo (2007). Let's Go Mexico: On a Budget. Macmillan. p. 370. ISBN 978-0-312-37452-5
4. ↑  Escobar Ledesma, Agustín (1999). Recetario del semidesierto de Querétaro: Acoyos, rejalgares y tantarrias. Conaculta. p. 75. ISBN 978-970-18-3910-2
5. ↑  “コロンビアの絶景。超巨大な一枚岩『ラ・ピエドラ・デル・ペニョール』”.   旅時間. 2018年5月5日閲覧。
6. ↑  “Glossary”.   art-and-archaeology.com. 2010年1月1日時点のオリジナルよりアーカイブ。2007年2月1日閲覧。